# Trézée
Pour les articles homonymes, voir Trézée (homonymie).
La Trézée est une rivière française des départements de l'Yonne et du Loiret, en Bourgogne-Franche-Comté et Centre-Val de Loire, et un affluent en rive droite de la Loire.
De même que son affluent le ru de Pont Chevron et le ruisseau de Sainte-Geneviève, elle fait partie des cours d'eau contribuant à l'alimentation du canal de Briare avec lequel son cours est intimement lié sur sa partie aval.

## Géographie
La Trézée fait 32,4 km de longueur, généralement dirigée vers le nord-ouest pour les deux premiers tiers de son parcours puis vers le sud-ouest pour le dernier tiers. Lorsqu'il s'est agi de relier la Seine et la Loire par voie d'eau, il fallait utiliser un affluent de rive droite de la Loire pour remonter jusqu'au Loing. Or ceux-ci sont peu nombreux sur cette section et la Trézée s'est présentée comme le seul affluent proche de la plus droite ligne prévue pour le canal. Le tracé originel du canal prévoyait d'ailleurs d'emprunter le lit de la Trézée non jusqu'à Ouzouer-sur-Trézée mais jusqu'à Breteau ; un tracé plus court mais qui n'a finalement pas été retenu à cause de la trop grande dénivellation entre le lit de la Trézée et le haut du plateau à franchir au nord de Breteau en direction du Loing. Ainsi son cours inférieur est étroitement mêlé au canal de Briare et sa partie amont est remarquablement riche en étangs, mis à contribution pour l'alimentation du canal.

### La source
Elle sourd du petit étang de 30 ares de la Soulinasse, proche de la maison forestière de la Belle Jeannette sur la D965, à 2,5 km au nord-est de Lavau.

### Partie amont: un chapelet d'étangs collecteurs
À 780 m en aval de la D965 la Trézée passe sur le territoire de Saint-Martin-des-Champs. À ce point elle se divise en deux branches, dont la branche la plus à l'ouest suit le contour de la limite de communes sur environ 600 m, atteint l'étang de la Baillie (3,1 ha) sur Saint-Martin puis 500 m plus loin l'étang Lélu (8,8 ha) ; tandis que l'autre branche rejoint directement l'étang Lélu, passant à seulement quelques mètres de l'étang de la Baillie.
Sortant de l'étang Lélu, elle est appelée "rigole de la Trézée". Elle finit de traverser la commune de Saint-Martin-des-Champs sur 2,1 km, passe sur celle de Saint-Privé et directement dans l'étang du Petit Bouza (4 ha), suivi de près par l'étang du Grand Bouza (7,7 ha). Sortant de l'étang du Grand Bouza elle collecte la rigole des Chèvres (qui est aussi connectée au Grand Bouza par une petite rigole). Elle finit de traverser la commune de Saint-Privé sur 2,9 km, croisant la D221 sous le "pont de la Cire" ; 70 m avant de quitter la commune, s'ouvre la rigole des Beaurois.
Elle passe ensuite sur la commune de Bléneau et dans l'étang des Blondeaux (dit étang des Beaurois, 21 ha). 650 m en aval elle passe la D64 et arrive dans l'étang du Château dont la digue de tête se trouve à la limite de trois communes : Bléneau (Yonne), Champoulet et Breteau (tous deux dans le Loiret).
Sortant de l'étang et de la commune de Bléneau, la Trézée sert de limite de communes entre Champoulet et Breteau sur 860 m, collectant au passage les eaux de l'étang de la Tuilerie du Château (étang qui se trouve sur Champoulet) puis passe sur Breteau. Face à la Chenauderie s'ouvre la rigole de Breteau, chenal artificiel qui longe le cours de la Trézée sur 5,5 km et rejoint le canal par l'étang du Chesnoy (14 ha) et l'étang de la Gazonne (19 ha et une large zone humide sur le pourtour). La Trézée, quant à elle, arrose Breteau puis rejoint les abords du canal de Briare vers l'écluse n° 9 des Fées.

### Partie aval: Trézée et canal de Briare entremêlés
À partir de cette écluse des Fées, elle suit de près le canal sur ses derniers 11 km environ. Elle se mélange au canal en face de Chaumont 500 m en aval de l'écluse n° 8 du Moulin Neuf. Elle reçoit le ruisseau de Botteron 390 m en aval de cette fusion et en rive gauche (côté sud-est). 250 m plus loin elle se divise et un bras part côté rive droite pour méandrer sur quelque 1,07 km et rejoindre le lit du canal au pont de la Rue Grande dans Ouzouer (photos ci-dessous).

Ouzouer-sur-Trézée, la Trézée et le canal de Briare vus depuis le pont de la rue Grande
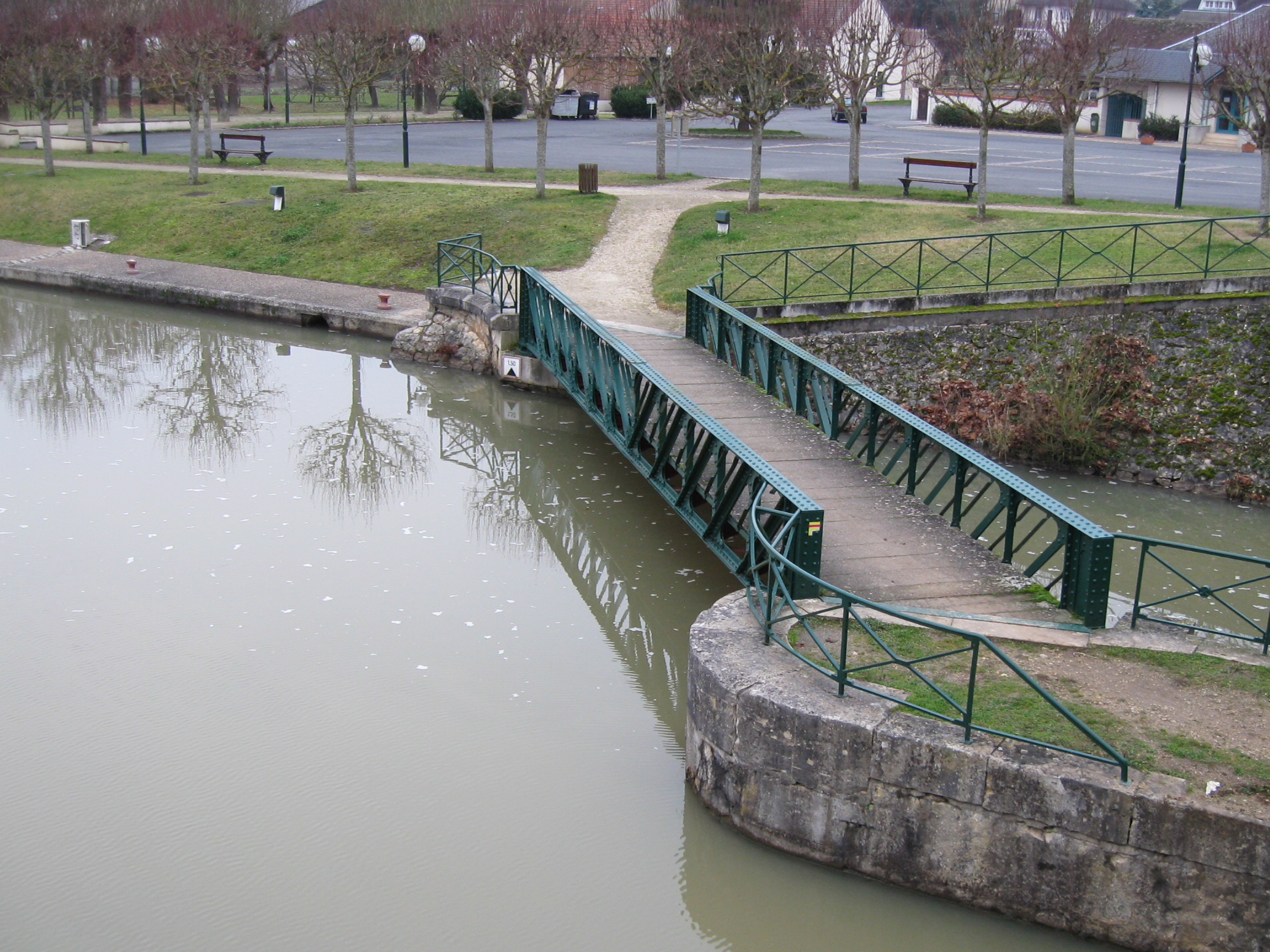
Vue vers le sud-ouest : la Trézée rejoint le canal en aval du pont
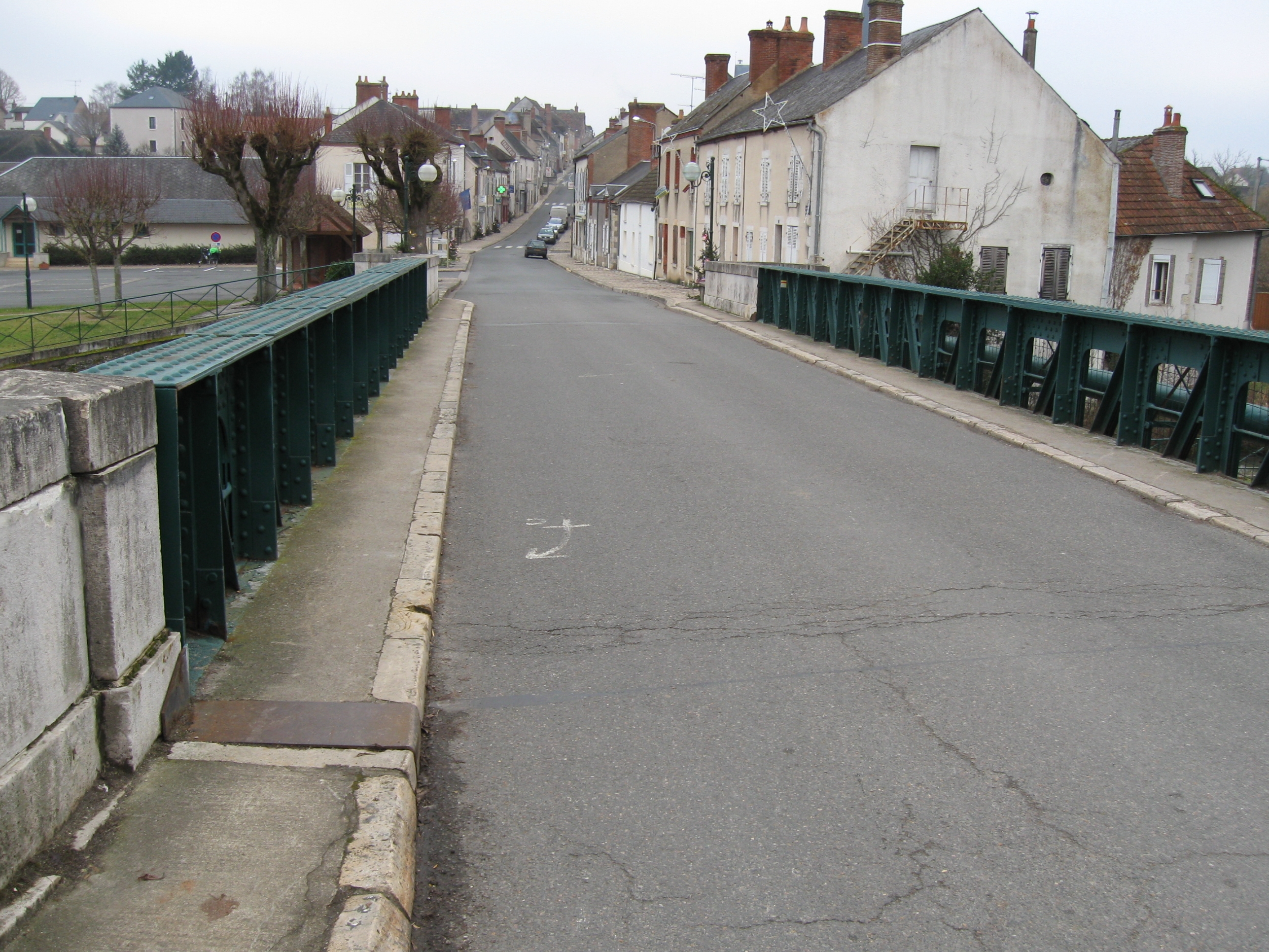
Vue vers l'ouest : le pont et en arrière-plan le cœur d'Ouzouer.
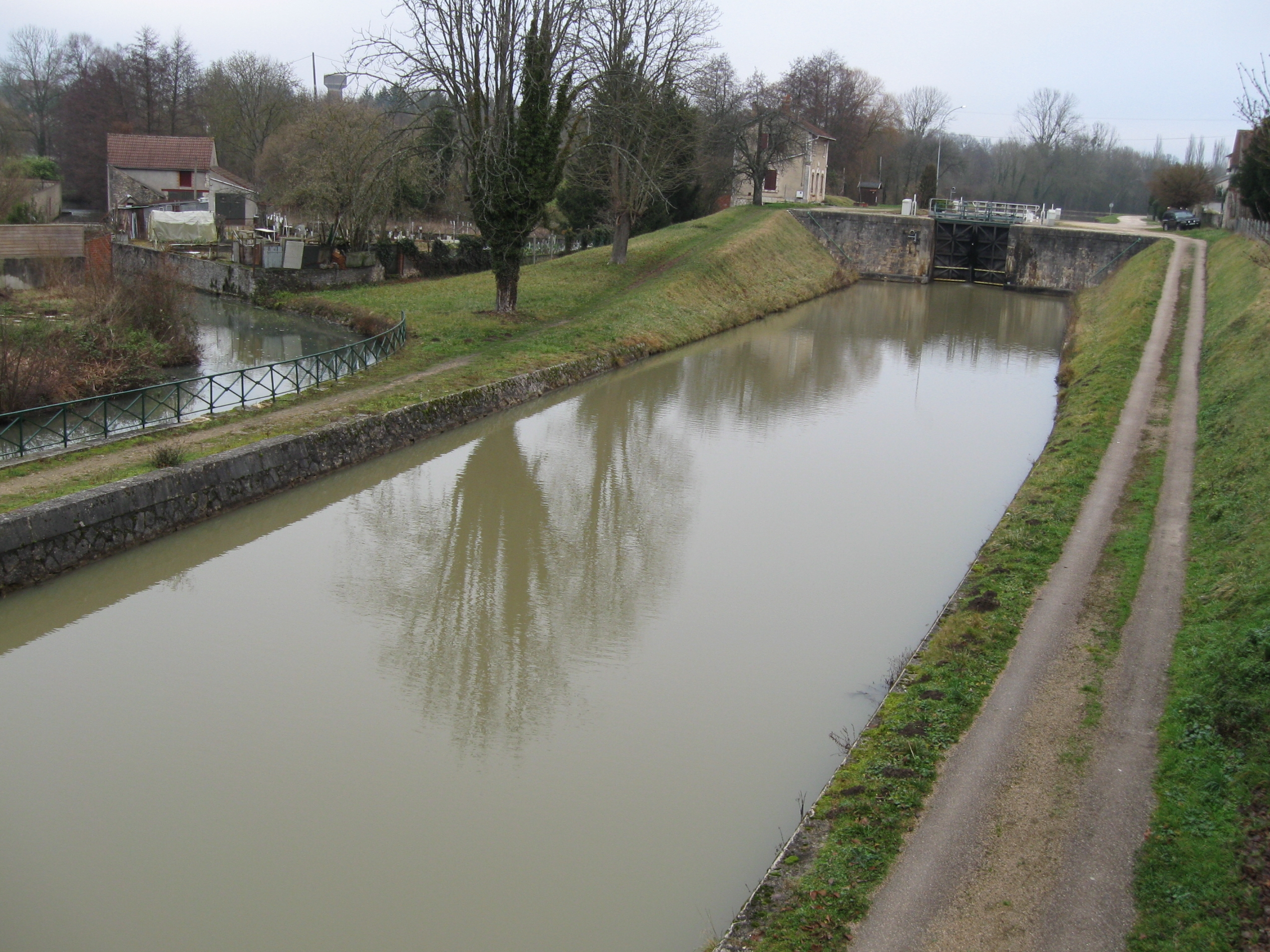
Vue vers le nord (amont) : la Trézée à gauche se rapproche du canal de Briare

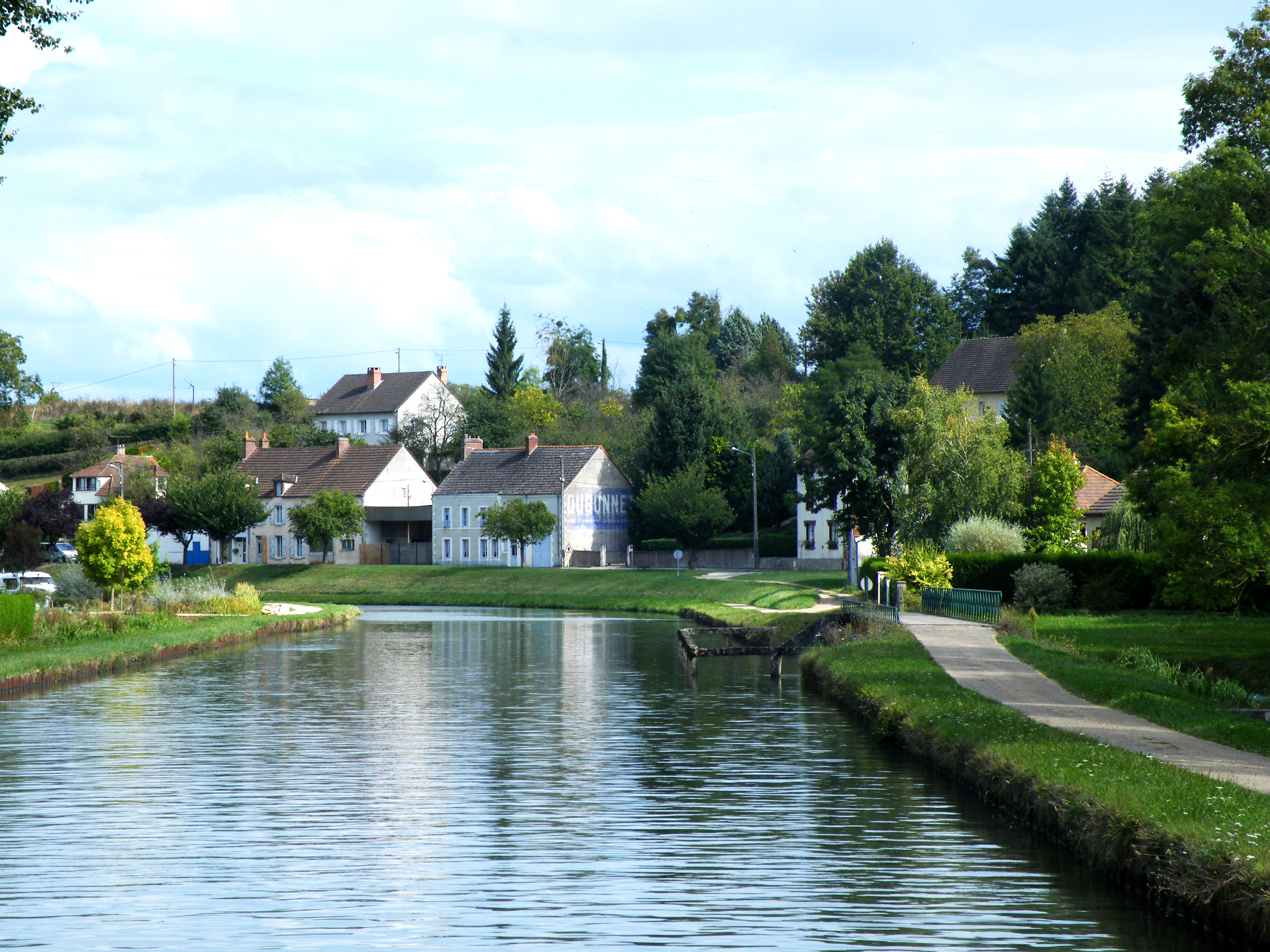
Contre la berge droite dans le lit du canal, la barrière protégeant la sortie de la Trézée et le pont qui la surmonte. Le ru de l'Aubruyère conflue juste après le pont.

Elle quitte à nouveau le canal 400 m plus loin en rive droite. À peine l'a-t-elle quitté là qu'elle reçoit son affluent de rive droite le ruisseau de l'Aubruyère (photo ci-contre). Elle passe sous le petit pont-canal de la rigole d'alimentation du canal de Briare ; cette rigole vient du sud, de la station de pompage de la Rougeollerie sur Briare. Elle retrouve le canal 100 m en aval de l'écluse n° 5 de Venon, point à partir duquel elle partage son lit avec le canal jusqu'à la Loire. Puis 100 m plus en aval encore, elle reçoit en rive droite le ru de Pont Chevron qui, à cet endroit, marque la limite de communes avec Briare.
Après environ 1,9 km de lit commun, juste après le pont de la A77 s'ouvre le canal latéral à la Loire. Elle conflue avec la Loire 2,7 km plus loin.

Sur Briare les chenaux, cours d'eau et plans d'eau, y compris le port de plaisance et autres pièces d'eau attenantes, sont nombreux ; si bien qu'il est impossible de déterminer par l'examen d'une carte moderne où se trouve cette confluence. La carte de Cassini nous renseigne : arrivée à proximité du fleuve, la rivière fait la même chose que beaucoup d'autres affluents de la Loire dans le Bassin parisien (l'entité géologique et non de géographie humaine) ; elle suit quelque peu le cours du fleuve vers l'aval avant de le rejoindre. Ceci est dû au phénomène d'exhaussement du lit de la Loire, lui-même dû au charriage par la Loire d'une grande quantité de sédiments en provenance de sa partie amont ; les sédiments se déposent sur les côtés et rehaussent son lit. Les affluents arrivant sur le fleuve doivent alors suivre ce dernier sur une certaine distance avant de trouver une ouverture et d'y accéder. La Trézée conflue donc originellement en face des Six Blancs, après avoir longé la Loire sur 1,7 km.
Alors qu'elle partage son lit avec le canal sur une bonne distance, la Trézée ne passe aucune écluse : toutes les écluses sont situées sur le seul canal, alors que la Trézée vagabonde dans ses environs.

### Communes et cantons traversés
Dans les deux départements du Loiret et de l'Yonne, la Trézée traverse huit communes (quatre dans chaque département), soit dans le sens amont vers aval :
dans l'Yonne : Lavau (source), Saint-Martin-des-Champs, Saint-Privé, Bléneau ;
dans le Loiret : Champoulet, Breteau, Ouzouer-sur-Trézée, Briare (confluence).
Soit en termes de cantons, la Trézée prend source dans le canton de Saint-Fargeau, traverse le canton de Bléneau, et conflue dans le canton de Briare, le tout dans les arrondissements d'Auxerre et de Montargis.

### Bassin versant
La Trézée traverse quatre zones hydrologiques : « La Loire du canal de Briare (NC) à la Bras (NC) » (K418), « La Loire de la Cheuille (NC) au canal de Briare (NC) » (K415), « La Trézée du ruisseau de l'étang du Four (NC) au canal de Briare et Canal de Briare Ju » (K417), « La Trézée de sa source au ruisseau de l'étang du Four (C) » (K416), cette dernière zone pour 75 km2 de superficie.

## Affluents
Le SANDRE n'a pas référencé d'affluent mais signale par les zones hydrographiques l'affluent principal, le ruisseau de l'étang du Four. 
Les surfaces et longueurs sont des approximations. D'amont en aval :
- ruisseau de l'étang du Four, 10,9 km, coule sur les quatre communes de Champoulet, Lavau, Saint-Privé et Bléneau[5]. Il naît le long de la D965 à 2 km au nord-est de Lavau[Loc 5]. À 500 m en aval de la D965 il rencontre l'étang du Bourgneuf (1,5 ha)[Loc 6] puis 1,1 km plus loin l'étang du Marchais Collin (4,5 ha), et 860 m plus en aval l'étang du Four (10 ha)[Loc 7]. En aval 1,2 km plus loin il traverse un petit étang de 60 ares aux Seguins avant de servir de limite de communes entre Lavau et Saint-Privé sur 2 km. Il quitte ensuite Lavau et coule entre Champoulet et Saint-Privé sur 1,2 km, passe sur Champoulet pour 680 m et atteint l'étang de la Cahauderie partagé entre Champoulet et Bléneau, et suivi de près par l'étang du Château où il conflue avec la Trézée.
  - rigole de Bouza, rive droite, collecte l'étang du Petit Bouza et celui du Grand Bouza, l'étang des Blondeaux dit 'étang des Beaurois' ; en amont de l'étang du Petit Bouza, la rigole de Bouza s'appelle la rigole de la Trézée, qui sur son cours collecte l'étang de la Baillie et l'étang Lélu.
- ruisseau de Botteron, rive droite, 2,6 km, naît à l'étang de Botteron (2,3 ha), conflue environ 1 100 m en amont du pont de la Rue Grande à Ouzouer.
- ruisseau de l'Aubruyère, 6,5 km, naît sur Breteau[Loc 8], effleure par une pointe d'angle Dammarie-en-Puisaye et conflue dans Ouzouer. Il porte l'étang des Gilons, les deux étangs de la Vauvrille, l'étang des Pelures (tous de plus de 1 ha et l'un de 4 ha, les deux premiers joints à de larges zones humides) et plusieurs autres pièces d'eau[Loc 9].
- ru de Pont Chevron, rive droite, 7,8 km, porteur de nombreux étangs :

deux étangs de Combereau (2,6 ha et 3,8 ha), étang des Petites Tesnières sur La Bussière (2 ha), étang des Cartarins (+ ou – 3,2 ha, étang des Demoiselles (3,2 ha, La Bussière) ;
- - ru de la Covillonnerie, venant en rive gauche et portant lui-même 4 étangs successifs dont deux sur Escrignelles, puis l'étang de la Covillonnerie sur La Bussière (plus de 4,5 ha), et le plus petit, l'étang de l'Alouettière sur Ouzouer (80 ares) ;

l'étang du bois de la Chevalerie (1 ha, Ouzouer)
- - ru de Malgarni, porteur de l'étang de Malgarni (1,9 ha) et l'étang Neuf (8,5 ha), conflue à l'étang de Pont Chevron ;

étang de Pont Chevron (19 ha), étang du Petit Pont Chevron (3 ha, prolonge l'étang de Pont Chevron) ;
- - ru de Saint-Malo (7,8 km), rive gauche, naît aux abords du château de Fleury à Escrignelles, rejoint la source qui se trouve à la queue de l'étang du Petit Pont Chevron, longe sur 1,27 km le ru de Pont Chevron qui sort de cet étang avant de confluer avec lui à la Petite Motte. Le ru de Saint-Malo est le seul affluent du ru de Pont Chevron à ne pas porter d'étang ;
  - ru de Garnus, 1,3 km, naît à l'étang de Garnus (3,5 ha), conflue à Mont Clous ;

étang des Réaux (1,3 ha).
Le ru de Pont Chevron conflue au Petit Moulin entre Ouzouer et Briare.
- La carte de Cassini[Loc 4] montre un petit affluent de la Trézée confluant avec elle en deux branches, juste avant la propre confluence de la Trézée avec la Loire. C'est le ruisseau provenant des étangs de Thou, de l'Aunoy, des Loges et de Troussebois. De nos jours ce ruisseau arrive toujours près de Rivotte (anciennement Rivelle, avec un lieu-dit actuel en bordure de Loire nommé le Vieux Rivotte) mais  disparaît de la carte à cet endroit. Il a probablement été canalisé en souterrain.

Avant 1642 (ouverture du canal de Briare) Hugues Cosnier, ingénieur du canal, fait creuser la rigole de Breteau qui reprend la Trézée près de sa source et amène son eau au canal vers l'écluse n° 12 de la Gazonne, passant par les étangs du Chesnoy et de la Gazonne.
La rigole des Beaurois est creusée en 1740 pour relier plusieurs étangs à celui de la Grande Rue (14 ha et très large zone humide autour). Elle contourne l'étang des Beaurois côté Est, collectant au passage une partie des eaux d'un autre étang en amont de celui du Beaurois. Elle contourne aussi l'étang Rosier par l'Est 1,3 km plus loin, passe par la mare de la Chenauderie et rejoint l'étang de la Grande Rue.
La rigole des Chèvres fait environ 9 km de long. Elle naît dans le bois du Parc sur Saint-Fargeau, proche de la fontaine des Aguenets. À l'endroit où elle passe sur Saint-Martin-des-Champs elle reçoit en rive gauche le ru du Parc. Elle traverse ensuite l'étang de la Trée (le nom est une autre indication de ce que la rigole des Chèvres pourrait être la Trézée) et 3,7 km plus loin rejoint l'étang du Grand Bouza. Noter que la rigole des Chèvres est appelée « la Trézée » de part et d'autre de l'étang de la Trée sur la carte au 1/20000e, puis « rigole des Chèvres » en partie aval ; la carte au 1/35000 ne donne pas de nom en amont du lac de la Trée, donne « ru de l'Atrée » en aval de l'étang et « rigole des Chèvres » en partie aval.

## Hydrologie
La Trézée et les autres rivières locales sont susceptibles de crues fortes et rapides, ce qui a causé le creusement de 15 déversoirs tout au long du canal, raccordés par des rigoles ; ils servent au stockage des eaux en excédent mais aussi à la mise à sec du système pour l'entretien.
Le déversoir d'Ouzouer-sur-Trézée est répertorié dans la base de données Sandre.

## Géologie
Toute la vallée de la Trézée est creusée dans le calcaire, avec des bancs d'alluvions sableuses qui remontent jusqu'à 29 m au-dessus du lit actuel de la rivière.

## Pollution

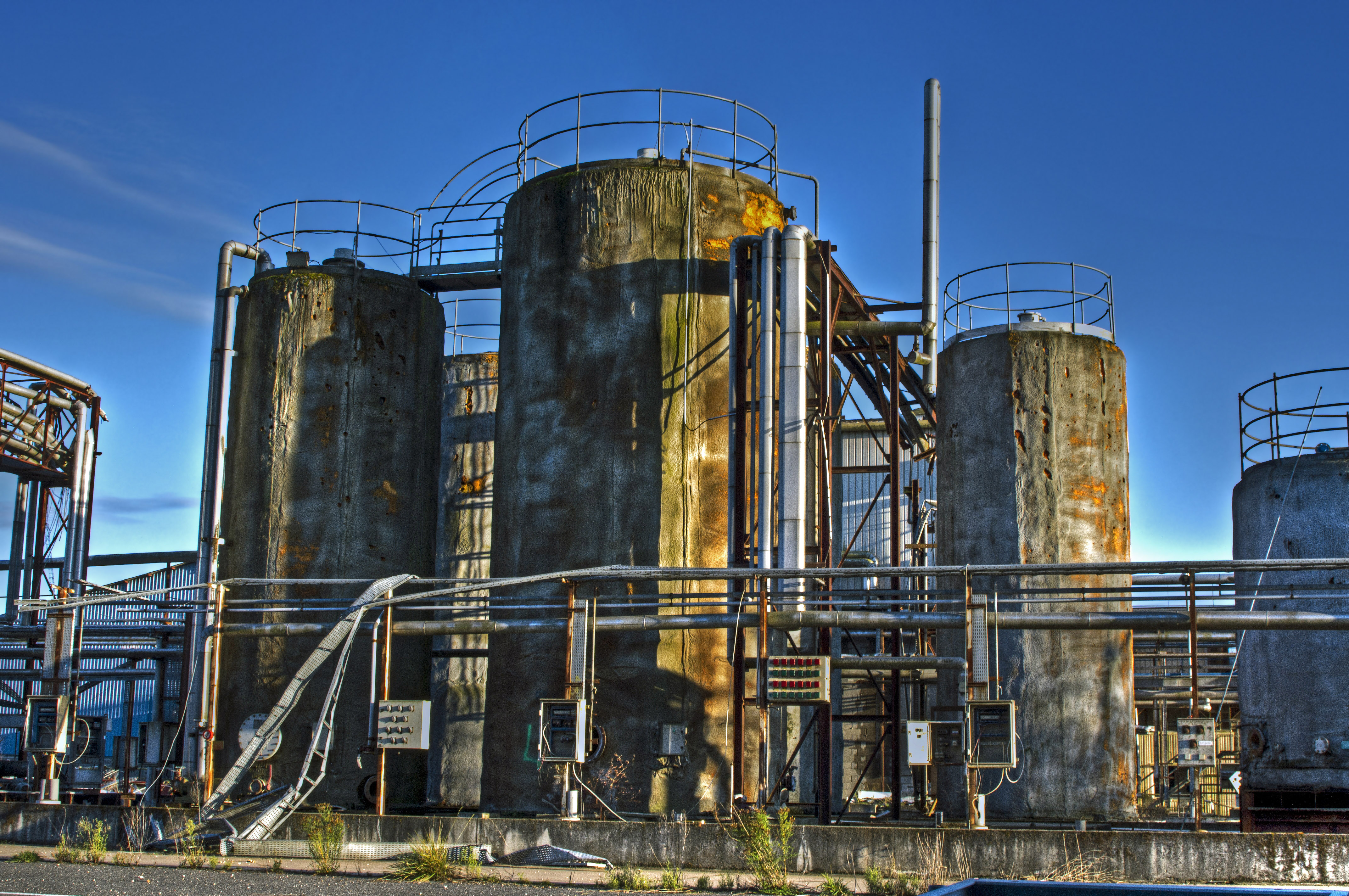
2010 : cuves de stockage d'Alizol

La rigole d'alimentation du canal de Briare coule à une vingtaine de mètres de l'ancienne usine Alizol et la Trézée n'en est éloignée que de quelque 600 m. Le fabricant de produits hautement polluants (lessives, nettoyants ménagers, peintures, lubrifiants, produits phytosanitaires et cosmétiques), qui a déposé le bilan en 2003, a laissé derrière lui un site en classe 2 de pollution ("site à surveiller") contenant une zone de sol polluée par des métaux sur approximativement 2 000 m2 pour 1 m de profondeur et, concernant les eaux souterraines, des hydrocarbures totaux (HCT) en amont du site et à l'exutoire de l'étang de la Maladrerie -à 500 m à l'ouest du site), pour des concentrations supérieures au seuil de l'arrêté ministériel du 11 janvier 2007 sur la qualité des eaux de consommation ; de l'aluminium et du manganèse à des concentrations supérieures aux seuils de l'arrêté précité ; ainsi qu'azote total, bore, chrome, cuivre, baryum, nickel, orthophosphates et zinc. L'usine employait des lagunes et bassins de rétention pour les boues polluées. 
En mai et juin 2007 de nombreux poissons sont morts à cause de fortes pluies ayant entraîné le débordement des bassins et leur déversement dans l'environnement.

Un rapport de l'ADEME en 2011, faisant état de la fin des opérations de nettoyage, recommande une étude hydrogéologique et de la qualité de la nappe en amont et en aval du site pour, entre autres données à profiler, déterminer l'importance des effluents industriels aux abords des lagunes. La société « Les Entrepôts du Centre » ayant racheté le site par adjudication le 9 juillet 2007, un arrêté préfectoral du 3 août 2010 lui impose de réaliser une étude justifiant de l'absence de risque alimentaire pour le stockage des céréales (activité prévue par la société), un schéma conceptuel, un plan de gestion de la pollution, la mise en œuvre de servitudes au cas où la conclusion de l'analyse des risques résiduels impliquerait une limitation de l'usage des sols, et la surveillance de la qualité des eaux souterraines au droit du site. Le 8 décembre 2010 il est constaté que le bassin « Petit Bois » contient toujours des effluents liquides, dont trois prélèvements pour analyses sont effectués en février 2011. Les résultats de ces analyses, comparés aux résultats d'analyses avant curage du « Petit Bois », montrent que les effluents restants sont de bonne qualité. Ils présentent une faible teneur en métaux, aucun HAP et très peu de détergents.
Aucune surveillance des eaux souterraines n'a été mise en œuvre, non plus que d'investiguer sa qualité. Pour plus de détails, voir l'article Ouzouer-sur-Trézée, section « Pollution ».

## Aménagements et écologie

### Toponyme
La Trézée a donné son hydronyme au village et à la commune d'Ouzouer-sur-Trézée.

## Histoire
La Trézée a arrosé un important établissement gallo-romain étendu sur plus de 100 hectares et qui se trouvait sur le coteau sud (rive droite) à la hauteur de la ferme du Grand Rochoir ou -Rochoy. C'était l'ancien Brivodurum, qui signifie "pont sur la rivière" - or Briare n'a anciennement jamais eu de pont sur la Loire et aucun vestige historique n'approche la taille et quantité de ceux qui ont été trouvés sur Ouzouer. La ville a été détruite et incendiée entre 383 et le règne de Clotaire II (584). Plus de 5 000 pièces de monnaie y ont été collectées en 2 ans, couvrant toutes les dynasties d'empereurs romains.

Sur ce point, lire plus de détails dans l'article Ouzouer-sur-Trézée, section « Histoire ».